# Бирюлёво-Товарная
Бирюлёво-Това́рная — узловая железнодорожная станция Павелецкого направления Московской железной дороги в Москве. Открыта в 1900 году. Входит в Московско-Горьковский центр организации работы железнодорожных станций ДЦС-8 Московской дирекции управления движением. По основному применению является грузовой, по объёму работы отнесена к 1 классу.
От станции отходит ветка на Московский коксогазовый завод. Другой электрифицированный путь отходит на Курское направление к станции Царицыно, это Бирюлёвская соединительная ветвь, используется поездами дальнего следования; ранее использовалась аэроэкспрессом с Белорусского вокзала к аэропорту Домодедово (маршрут через Курский вокзал и Алексеевскую соединительную линию)[значимость факта?].

## История
На рубеже XIX—XX веков была проложена Павелецкая железная дорога, и примерно в 4 верстах от деревни Бирюлёво была построена станция, которая получила своё название от деревни. При станции появился посёлок. Первоначально в нём было 11 жилых домов, несколько казарм и большое количество бараков для рабочих-железнодорожников и членов их семей. 
В период индустриализации при станции было открыто вагонное депо, паровозное ремонтное депо, построен кирпичный завод, заложена хлебная база (элеватор). В 1936 году на станции была открыта пассажирская платформа. В 1938 году была проложена ветка на коксогазовый завод в городе Видное.

## Пассажирские устройства
В границах станции находятся два остановочных пункта:
- одноимённый, 2 платформы
- Бирюлёво-Пассажирская, 2 платформы

О. п. Бирюлёво-Товарная находится на границе между московскими районами Бирюлёво Западное и Бирюлёво Восточное. Выход на Медынскую улицу и Булатниковский проезд с западной стороны и на Касимовскую улицу с восточной, проход по пешеходному переходу-туннелю под станцией и платформами. 

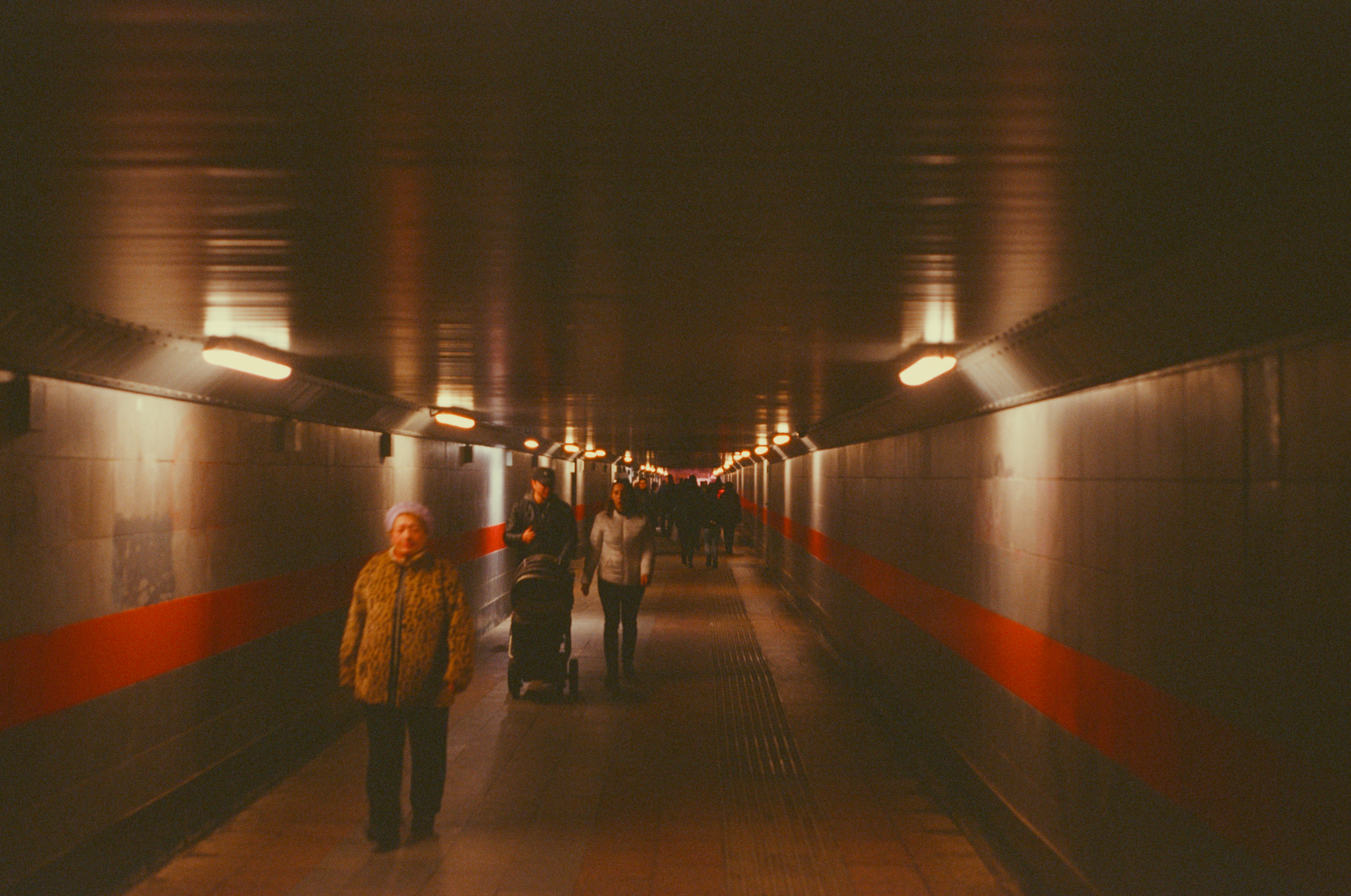
Пешеходный тоннель на платформе Бирюлёво-Товарная (2021)

Эта часть станции находится на насыпи. Две платформы: западная боковая у I пути для поездов из центра, восточная островная между II путём в центр и III путём для скоростных поездов. Входы на платформы оборудованы турникетами: на островную из подземного перехода, на боковую у западного входа в него. Кассы расположены с обоих концов перехода. Основное путевое развитие станции находится к востоку от платформ, что определяет длину перехода.
Расстояние до Павелецкого вокзала 17 км.

## Достопримечательности
Рядом со станцией сохранились сооружения паровозного депо станции:

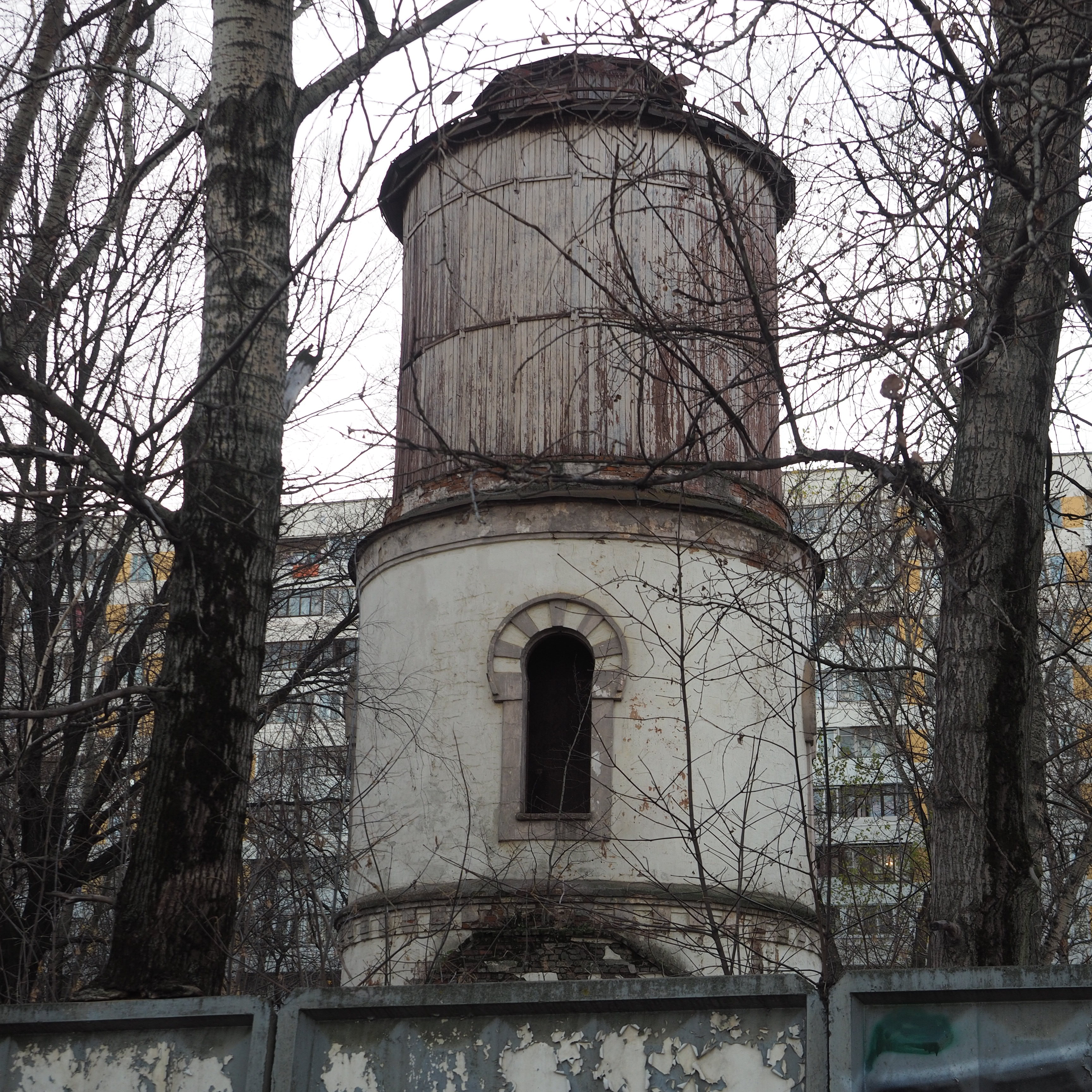
Водонапорная башня станции Бирюлёво

- Водонапорная башня станции Бирюлёвопаровозная водокачка (в хорошем состоянии на огороженной территории)

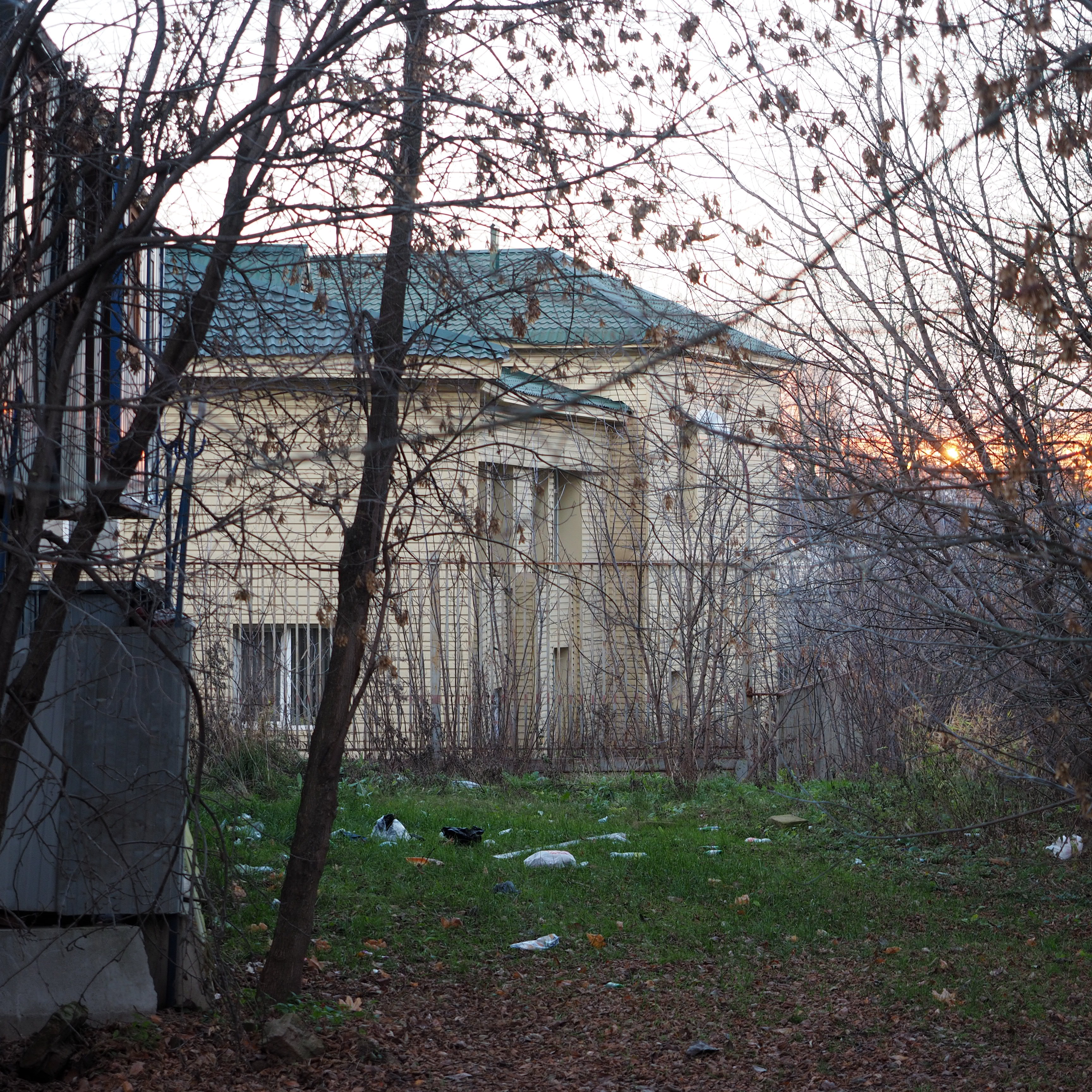
Паровозное депо Бирюлёво (фото 2021)

- Паровозное депо Бирюлёво (фото 2021)здание паровозного депо (в полуразрушенном состоянии)

## Наземный общественный транспорт
На этой станции можно пересесть на следующие маршруты городского пассажирского транспорта:
- Автобусы: м97, с809, 814, с891, 933